# Aeropuerto de Chachapoyas
El Aeropuerto de Chachapoyas es un aeropuerto peruano ubicado a 6 km de la ciudad de Chachapoyas, en el departamento de Amazonas. El primer vuelo despegó del aeropuerto el 24 de noviembre de 1984.

## Información sobre el aeropuerto
El aeropuerto sobre todo recibe vuelos de apoyo de la Fuerza Aérea de Perú.
La aerolínea TANS Perú operaba vuelos hacia Chachapoyas, pero dejó de ser rentable tras la catástrofe aérea del vuelo 222, en 2003. A partir de ese momento, el aeropuerto de Chachapoyas ya no recibía vuelos comerciales regulares.
A partir del 17 de mayo de 2010, después de la inauguración del aeropuerto modernizado, la aerolínea LC Busre (ahora LC Perú) empezó a realizar vuelos diarios de ida y vuelta entre Chiclayo y Chachapoyas. El 7 de julio del mismo año, dos meses después de haber inaugurado la nueva ruta aérea, la aerolínea decidió cancelar los vuelos "por problemas operacionales".
A inicios de mayo de 2016 la empresa peruana Saeta, inició los vuelos Chachapoyas-Tarapoto con tres vuelos diarios, de lunes a sábado. Desde el 13 de julio de 2017 la empresa Atsa Airlines, inició los vuelos Lima-Chachapoyas-Lima.
Actualmente el Congreso de la República del Perú lo ha declarado de interés Nacional  y necesidad publica y  Nacional la ampliación de la pista de aterrizaje.

## Destinos nacionales

### Vuelos nacionales
| Destinos nacionales del Aeropuerto de Jaén CHH LIM TPP TRU CIX | Destinos nacionales del Aeropuerto de Jaén CHH LIM TPP TRU CIX | Destinos nacionales del Aeropuerto de Jaén CHH LIM TPP TRU CIX | Destinos nacionales del Aeropuerto de Jaén CHH LIM TPP TRU CIX | Destinos nacionales del Aeropuerto de Jaén CHH LIM TPP TRU CIX | Destinos nacionales del Aeropuerto de Jaén CHH LIM TPP TRU CIX | Destinos nacionales del Aeropuerto de Jaén CHH LIM TPP TRU CIX | Destinos nacionales del Aeropuerto de Jaén CHH LIM TPP TRU CIX |
| -------------------------------------------------------------- | -------------------------------------------------------------- | -------------------------------------------------------------- | -------------------------------------------------------------- | -------------------------------------------------------------- | -------------------------------------------------------------- | -------------------------------------------------------------- | -------------------------------------------------------------- |

## Aerolíneas y destinos

### Aerolíneas
| Aerolíneas              | Ciudades                                       | Aeronave           | Alianza |
| ----------------------- | ---------------------------------------------- | ------------------ | ------- |
| Atsa Airlines 1 destino | Nacionales: (1) Lima                           | Dash 8-400         | N/A     |
| Movil Air 3 destinos    | Nacionales: (3) Chiclayo / Tarapoto / Trujillo | Beechcraft 1900    | N/A     |
| Saeta 1 destino         | Nacionales: (1) Tarapoto                       | BAe Jetstream 3200 | N/A     |

### Destinos nacionales
| Ciudades por regiones                | Nombre del aeropuerto                                            | Aerolíneas      | Aeronaves                           | Frecuencias por semana |
| ------------------------------------ | ---------------------------------------------------------------- | --------------- | ----------------------------------- | ---------------------- |
| La Libertad (1 destino, 1 aerolínea) |                                                                  |                 |                                     |                        |
| Trujillo                             | Aeropuerto Internacional Capitán FAP Carlos Martínez de Pinillos | Movil Air       | Beechcraft 1900D                    | 6                      |
| Lambayeque (1 destino, 1 aerolínea)  |                                                                  |                 |                                     |                        |
| Chiclayo                             | Aeropuerto Internacional Capitán FAP José A. Quiñones            | Movil Air       | Beechcraft 1900D                    | 6                      |
| Lima (1 destino, 1 aerolínea)        |                                                                  |                 |                                     |                        |
| Lima                                 | Aeropuerto Internacional Jorge Chávez                            | Atsa Airlines   | Fokker 50                           | 4                      |
| San Martín (1 destino, 1 aerolínea)  |                                                                  |                 |                                     |                        |
| Tarapoto                             | Aeropuerto Cadete FAP Guillermo del Castillo Paredes             | Movil Air Saeta | Beechcraft 1900D BAe Jetstream 3200 | 9                      |

## Remodelación del aeropuerto
En 2010, el aeropuerto de Chachapoyas fue modernizado por Aeropuertos del Perú. Los costos de las obras ascendieron a 7,489,964 nuevos soles. El 10 de mayo de 2010, el aeropuerto remodelado fue inaugurado por el Ministro de Transportes y Comunicaciones Enrique Cornejo. El aeropuerto reanudó sus operaciones el 17 de mayo de 2010.

## Accidentes e incidentes
El 9 de enero de 2003, el vuelo 222 de TANS Perú se terminó cuando el Fokker F28 Fellowship Mk 1000, que había despegado del Aeropuerto de Chiclayo, se estrelló en el Cerro Coloque, cerca de Chachapoyas, después de haber intentado el aterrizaje en el aeropuerto de esta ciudad. La catástrofe aérea no dejó sobrevivientes: tanto los 41 pasajeros como los 5 miembros de la tripulación perecieron.